# Lilo Tadday

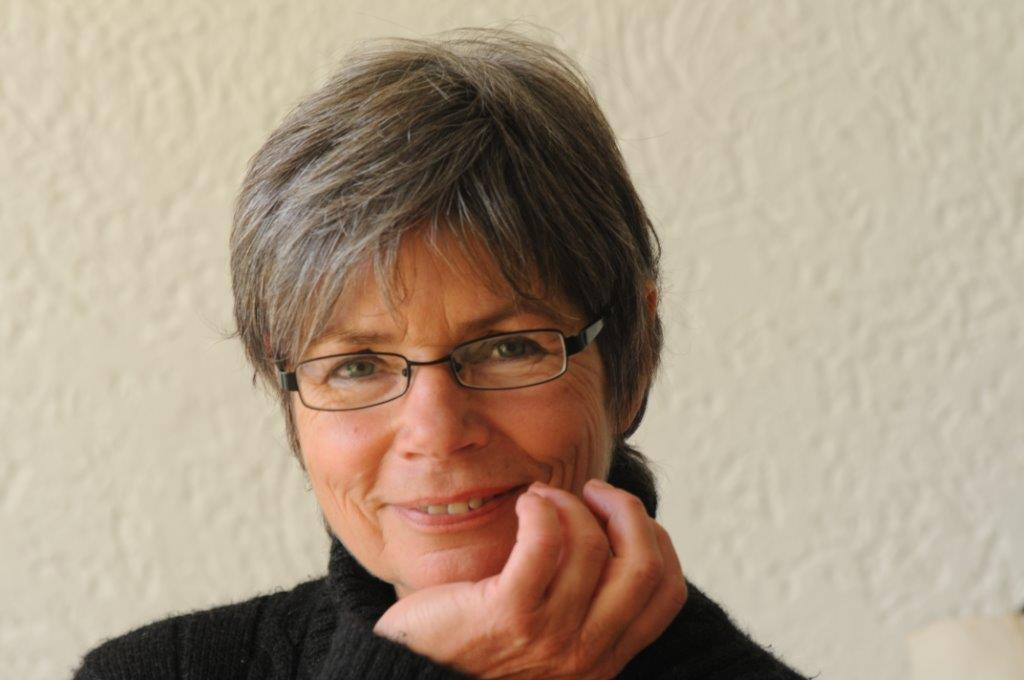
Lilo Tadday

Lilo Tadday (* 26. Juli 1949 in Karlsruhe) ist eine deutsche Galeristin und Fotografin auf Helgoland.

## Leben
Lilo Tadday besuchte die Gewerbeschule und absolvierte die Fotografenausbildung  in Karlsruhe. Die Liebe zu Helgoland erbte sie von ihrem Vater. Nach vielen Besuchen blieb sie 1975 auf der Insel, wo sie einen Helgoländer heiratete, der 1994 starb. Der Ehe entstammen zwei Kinder. Seit 1998 betreibt sie eine 14 m² große Fotogalerie in den Hummerbuden im Helgoländer Binnenhafen. Oft ist sie bei den Kegelrobben auf der der Hauptinsel vorgelagerten Düne (Insel). Auf Einladung des Alfred-Wegener-Instituts fuhr sie 2001 und 2006 als Artist in Residence auf dem Forschungsschiff Polarstern in die Antarktis. In der Künstlergruppe Paradox engagiert sie sich für den deutsch-chinesischen Kulturaustausch. Im Auftrag des Deutschen Aussätzigen-Hilfswerks besuchte sie Dörfer in Uganda. Für den Deutschen Entwicklungsdienst besorgte sie Fotodokumentationen von Projekten auf den Philippinen. Die Gesellschaft für Technische Zusammenarbeit schickte sie zu den Fischern auf Sri Lanka. 2005 reiste sie zu buddhistischen Mönchen nach Ladakh. In Hamburg und Stralsund wurden ihre Bilder der Helgoländer Kegelrobben gezeigt. Am 27. September 2014 bot sich ihr die seltene Gelegenheit, von Helgoland zum Festland im Heißluftballon zu fahren.

## Mitgliedschaften
- Deutsche Gesellschaft für Photographie
- Griffelkunst-Vereinigung Hamburg
- Künstlergruppe Paradox

## Werke
- Emilia Neumeister López: Mis mejores momentos : poesías y relatos = Kostbare Augenblicke. Übertragungen ins Deutsche von Pia Biundo. Darin Fotografien von Lilo Tadday. De-exilio-Verlag Guhl, Rohrbach 2008, ISBN 978-3-930760-53-4.
- mit Wiebke Kramp: Helgoland : Reisereif für die Insel, 2. Auflage. Koehlers Verlagsgesellschaft, Hamburg 2012. (ab der 4. Auflage wurden Bilder anderer Fotografen verwendet)

## Ausstellungen (Auswahl)
- Staatliches Museum für Naturkunde Karlsruhe (2012/13)
- Deutsches Meeresmuseum, Stralsund (2007 und 2014/15)
- Erlebniszentrum Naturgewalten Sylt (2015)
- Internationales Maritimes Museum Hamburg (2015)